# Henri False
 (janvier 2018).
Si vous disposez d'ouvrages ou d'articles de référence ou si vous connaissez des sites web de qualité traitant du thème abordé ici, merci de compléter l'article en donnant les références utiles à sa vérifiabilité et en les liant à la section « Notes et références ».
Pour les articles homonymes, voir False.
Henri False est un ingénieur français.

## Biographie
Henri False est diplômé de l’École centrale de Paris en 1967. Ingénieur au Service de la Recherche de l’ORTF de 1969 à 1975, il rejoint l’Ina dès sa création, où il devint directeur des Actions expérimentales (1975-1979), puis du département de la Recherche jusqu’en 1989. Dans ce cadre, il coordonne le plan Recherche Image (lancé par les services du Premier ministre en 1982) et crée Thomson Digital Image (filiale de Thomson et de l’Ina). En 1987, il fonde le Club d'investissement MEDIA au niveau européen pour le soutien de la production faisant appel aux nouvelles technologies.  
En 1989, il rejoint FR3 comme directeur du développement régional et européen. Il contribue notamment à la création des éditions locales et à la réorganisation des stations régionales. Il participe activement à la création d'Euronews, au développement des chaînes thématiques de France Télévision et de TPS.  
Il est chargé de mission auprès du président de Médiamétrie depuis 2000, et est également PDG de Metric Line (filiale de Médiamétrie et de Thomson) depuis 2002, et directeur général de Marocmétrie, société de mesure d’audience au Maroc depuis 2006.